# Szipka (szczyt)

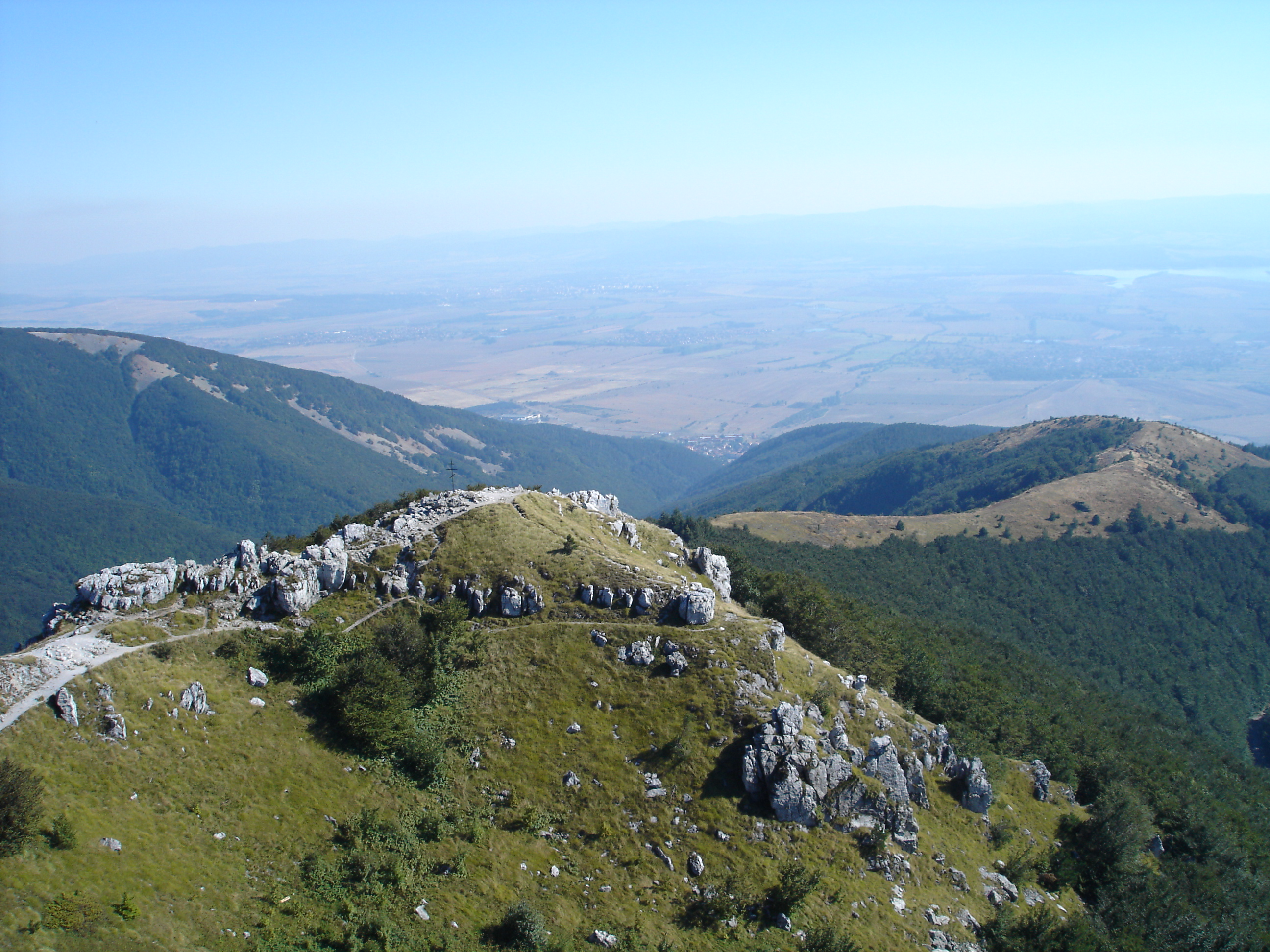
Widok ze szczytu Szipka

Szipka (bułg. Шипка) – szczyt górski w środkowej Starej Płaninie o wysokości 1329 m n.p.m., górujący nad przełęczą tej samej nazwy o wysokości 1185 m n.p.m. Szipka znajduje się na terenie Parku Narodowego noszącego tę samą nazwę. Przez przełęcz prowadzi ważna droga łącząca miasta Gabrowo i Kazanłyk. 
W czasie X wojny rosyjsko-tureckiej (1877–1878) na przełęczy Szipka czterokrotnie (w lipcu, w sierpniu i we wrześniu 1877, a także w styczniu 1878) starły się armia rosyjsko-bułgarska i wojska osmańskie. Najkrwawsza z tych czterech wyjątkowo ważnych dla przebiegu wojny bitew, sierpniowa, pochłonęła ponad 10 tys. ofiar, w tym 3640 żołnierzy rosyjskich i ochotników bułgarskich. W celu upamiętnienia tego wydarzenia, w latach 1928–1934 na szczycie wzniesiono monument zwany Pomnikiem Wolności (bułg. Паметник на Свободата), który wraz z zabytkowym monasterem i cerkwią Narodzenia Pańskiego mieszczącymi się w pobliskim miasteczku Szipka stanowi jeden z najciekawszych kompleksów turystycznych w Bułgarii.